# NGC 3350
NGC 3350 est une lointaine galaxie lenticulaire relativement éloignée et située dans la constellation du Petit Lion. NGC 3350 a été découverte par l'astronome britannique John Herschel en 1831.

## Caractéristiques
Sa vitesse par rapport au fond diffus cosmologique est de 10 641 ± 21 km/s, ce qui correspond à une distance de Hubble de 157 ± 11 Mpc (∼512 millions d'al).
Selon la base de données Simbad, NGC 3350 est une galaxie active de type Seyfert 2.